# Dipartimento di Sarmiento (Santiago del Estero)
Sarmiento è un dipartimento argentino, situato nel centro della provincia di Santiago del Estero, con capoluogo Garza.
Esso confina a nord con il dipartimento di Figueroa, a sud con quello di Avellaneda, ad est con il dipartimento di Juan Felipe Ibarra, e a ovest con quelli di San Martín e Robles.
Deve il suo nome al politico argentino e presidente della repubblica vissuto nel XIX secolo, Domingo Faustino Sarmiento.
Secondo il censimento del 2001, su un territorio di 1.549 km², la popolazione ammontava a 4.669 abitanti.